# Internationaux de Strasbourg 2024
L'Internationaux de Strasbourg 2024 è stato un torneo femminile di tennis giocato sulla terra rossa. È stata la 38ª edizione del torneo che fa parte per la prima volta della categoria WTA 500 nell'ambito del WTA Tour 2024. Si è giocato al Tennis Club de Strasbourg di Strasburgo in Francia dal 19 al 25 maggio 2024.

## Partecipanti
| Nazionalità | Giocatrice               | Ranking* | Testa di serie |
| ----------- | ------------------------ | -------- | -------------- |
| Rep. Ceca   | Markéta Vondroušová      | 6        | 1              |
| Brasile     | Beatriz Haddad Maia      | 13       | 2              |
| Stati Uniti | Danielle Collins         | 15       | 3              |
| Stati Uniti | Madison Keys             | 16       | 4              |
|             | Ljudmila Samsonova       | 17       | 5              |
|             | Ekaterina Aleksandrova   | 18       | 6              |
| Ucraina     | Elina Svitolina          | 19       | 7              |
|             | Anastasija Pavljučenkova | 21       | 8              |

* Ranking al 6 maggio 2024.

### Altre partecipanti
Le seguenti giocatrici hanno ricevuto una wild card per il tabellone principale:
- Alizé Cornet
- Fiona Ferro
- Karolína Plíšková
- Markéta Vondroušová

Le seguenti giocatrici sono passate dalle qualificazioni:

- Ėrika Andreeva
- Cristina Bucșa
- Magdalena Fręch
- Julija Putinceva

### Ritiri
Prima del torneo
- Elise Mertens → sostituita da  Wang Xinyu
- Linda Nosková → sostituita da  Magda Linette
- Jasmine Paolini → sostituita da  Kateřina Siniaková
- Jessica Pegula → sostituita da  Anastasija Potapova
- Dajana Jastrems'ka → sostituita da  Clara Burel

## Partecipanti doppio
| Nazionalità | Giocatrice               | Nazionalità | Giocatrice            | Ranking* | Testa di serie |
| ----------- | ------------------------ | ----------- | --------------------- | -------- | -------------- |
| Stati Uniti | Nicole Melichar-Martinez | Australia   | Ellen Perez           | 14       | 1              |
| Paesi Bassi | Demi Schuurs             | Brasile     | Luisa Stefani         | 21       | 2              |
| Giappone    | Shūko Aoyama             | Ucraina     | Ljudmyla Kičenok      | 38       | 3              |
| Stati Uniti | Desirae Krawczyk         | Stati Uniti | Bethanie Mattek-Sands | 40       | 4              |

* Ranking al 6 maggio 2024.

### Altre partecipanti
La seguente coppia di giocatrici ha ricevuto una wild card per il tabellone principale:
- Chloé Paquet /  Diane Parry

## Punti
| Evento    | V   | F   | SF  | QF  | 2T   | 1T | Q    | Q2   | Q1   |
| Singolare | 500 | 325 | 195 | 108 | 60   | 1  | 25   | 13   | 1    |
| Doppio    | 500 | 325 | 195 | 108 | N.D. | 1  | N.D. | N.D. | N.D. |

## Montepremi
| Evento    | V         | F        | SF       | QF       | 2T       | 1T      | Q2      | Q1      |
| Singolare | 123 480 € | 76 225 € | 44 526 € | 23 435 € | 11 925 € | 8 550 € | 7 010 € | 4 200 € |
| Doppio*   | 41 210 €  | 24 970 € | 14 280 € | 7 400 €  | N.D.     | 4 470 € | N.D.    | N.D.    |

*per team

## Campionesse

### Singolare
Madison Keys ha sconfitto in finale  Danielle Collins con il punteggio di 6-1, 6-2.
- É l'ottavo titolo in carriera per Keys, il primo della stagione e sulla terra rossa.

### Doppio
Cristina Bucșa /  Monica Niculescu hanno sconfitto in finale  Asia Muhammad /  Aldila Sutjiadi con il punteggio di 3-6, 6-4, [10-6].